# ファビアン・ギーファー
ファビアン・ギーファー（Fabian Giefer、1990年5月17日 - ）は、西ドイツ・ラインラント＝プファルツ州アーデナウ出身のプロサッカー選手。ポジションはGK。

## クラブ経歴

### レバークーゼン
いくつかのクラブを渡り歩いた後、2003年にバイエル・レバークーゼンのユースチームに入団。2008年にリザーブチームに昇格し、10試合に出場した。
2009-10シーズンにトップチームに昇格し、クラブと最初のプロ契約を交わした。第一キーパーのレネー・アードラーが不在だった2009年11月のアイントラハト・フランクフルト戦でトップチームデビュー。

### デュッセルドルフ
2012年6月、出場機会を求めフォルトゥナ・デュッセルドルフに移籍。本人によればFCバイエルン・ミュンヘンからもオファーが届いていたが、レギュラーでプレーすることを優先したためデュッセルドルフを選んだとのことである。

## 代表歴
各年代でドイツ代表に選出されている。U20より上のカテゴリーではケヴィン・トラップとのポジション争いに敗れ、控えに回ることが多くなった。